# GNU Linear Programming Kit
Das GNU Linear Programming Kit (GLPK) ist eine im GNU-Projekt entwickelte und in C geschriebene dynamische Programmbibliothek zur Lösung von Problemen der linearen Optimierung und der ganzzahligen linearen Optimierung. GLPK enthält Implementierungen des revidierten Simplex-Verfahrens, des Innere-Punkte-Verfahrens und des Branch-and-Bound-Verfahrens. Außerdem bietet es Funktionen, um ein in GNU MathProg beschriebenes Problem der linearen oder ganzzahligen linearen Optimierung zu lösen, und das eigenständige Programm glpsol zur Lösung linearer und ganzzahlig linearer Probleme.